# اتفاق
الاتفاق هو صك دولي ينشيء إلتزامات حقوقية، أو سياسية، أو عسكرية، أو اقتصادية، أو مالية، أو ثقافية، توافق عليها دولتان عقب المفاوضات ،التي تجري بينهما ،ويوقع الطرفان عليها ويعد الاتفاق أقل شانا من المعاهدة.

## اتفاق الآراء
حالة إتفاق في المجتمع السياسي (عادة ليس ضروريا أن يشترك في أرض مشتركة) تتعلق بأي مما يأتي: تحديد المجتمع السياسي وتكوينه (أي أن المجموعات التي يحويها تنتمي سوية)، وأهداف المجتمع، والإجراءات المقرر اتباعها للتوصل إلى جوهرية للاتحاد الكونفدرالي.